# Yangmingshan
Como uno de los ocho parques nacionales de Taiwán, el Parque Nacional Yangmingshan (chino tradicional: 陽明山; taiwanés: Iûnn-bîng-suann) o Mt. Yang Ming está situado entre la Ciudad de Taipéi y la Ciudad de Nuevo Taipéi, Taiwán. Durante la era de la ocupación japonesa de Taiwán, el parque se llamaba el Parque nacional de Datun (japonés: 大屯国立公園). El parque nacional es famoso por los flores del cerezo japonés, las aguas termales, los depósitos de azufre, las fumarolas, las culebras venenosas y las sendas rulales, incluyendo la sanda más larga en Taiwán y una senda encima de la volván extinta Monte de Siete Estrellas o Mt Qixing (chino tradicional: 七星山, 1120 m).

## Historia
Mt. Yangming se llamaba Mt. Hierba (chino tradicional: 草山) antes que cubría las áreas montañosas de Mt. Datun, Mt. Qixing, Mt. Shamao y Mt. Xiaoguanyin, etc. y no remitía a un solo monte. Tenía el nombre Mt. Hierba porque el gobierno periódicamente ardía los montes para evitar que los bandidos se escondieran a robar el azufre allí, así que solo hierbas como miscanthus se cultivan en las áreas.
Para conmemorar el erudito Wang Yangming (chino tradicional: 王陽明) de la Dinastía Ming, el presidente Chiang Kai-Shek cambió el nombre de las áreas montañosas de Mt. Datun, Mt. Qixing, Mt. Shamao y Mt. Xiaoguanyin a Mt. Yangming de Mt. Hierba.
La plan del Parque nacional Yangmingshan estuvo redactada hace 1962 por el gobierno de Taiwán y el plan cubría las áreas de 28 400 hectáreas totalmente de la Costa del Norte, Guanyinshan y el Grupo Volcánico de Datung. El 16 del septiembre de 1985, el Parque nacional Yangmingshan se estableció oficialmente y ha cubrieto el área central del Grupo Volcánico de Datung solo.

## Atracciones turísticas
La vista y el paisaje volcánico del Grupo Volcánico de Datun son las mayores atracciones del Parque nacional de Yangmingshan. También hay los sitios culturales y históricos como la casa del famoso escritor Lin Yutang, la residencia de verano del presidente anterior Chiang Kai-Shek, la Universidad de Cultura China, el Edificio de Chung-Shan donde reunía La Asamblea Nacional de la República de China (que no funciona ahora) y los Archivos del Partido de Kuomintang. Para la reserva natural, se hallan la Reserva Ecológica de río Lujiaokeng, la Reserva Ecológica de Lago de Sueño y la Reserva Ecológica de Mt Huangzui, conservando una flora y fauna originales en esta capital ocupada.

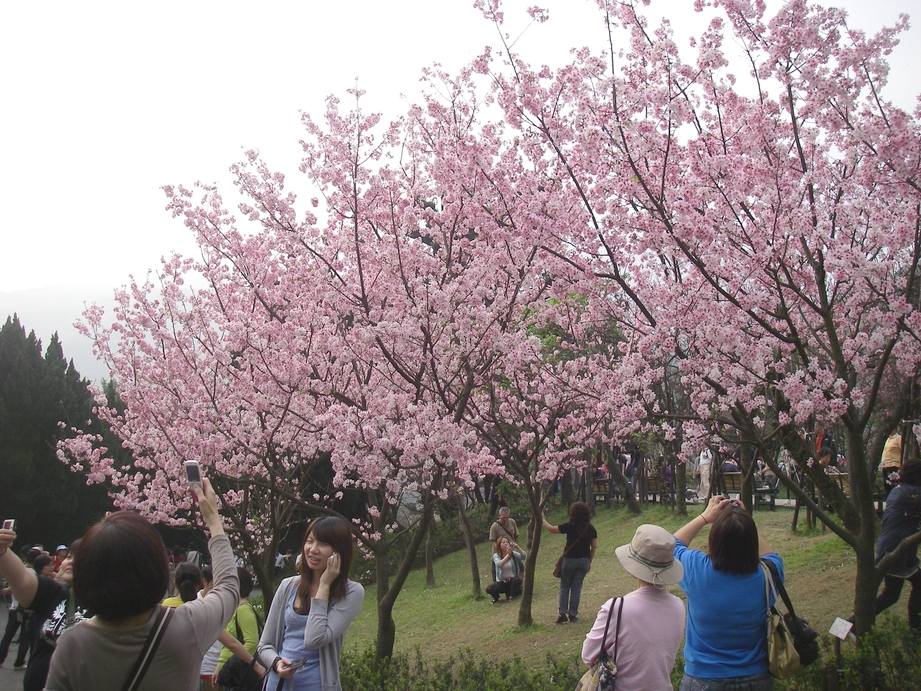
Los florecimientos de los cerezos en Mt. Yang Ming a principios de la primavera.

También aquí están el Parque de Qianshan, el Parque de Yangming y el Parque de Qixing, entre los cuales se cultivan los flores del cerezo japonés y otras plantas en el Parque de Yangming: La Festival de Flores tiene lugar aquí se ha hecho una de las más populares festival para observar la belleza de las flores en Taiwán.

### Los parques

#### El Parque de Yangming
El Parque de Yangming (chino tradicional: 陽明公園) está situado entre Mt. Qixing, Mt. Datun y Mt. Shamao, y el altitud es 445 m s. n. m. En el jardín se ordenan los pabellones, los observatorios, los estanques y los fuentes, todos del estilo chino. Por consiguiente el parque también se llama "el bosque en ciudad" o "el jardín de la Ciudad de Taipéi".

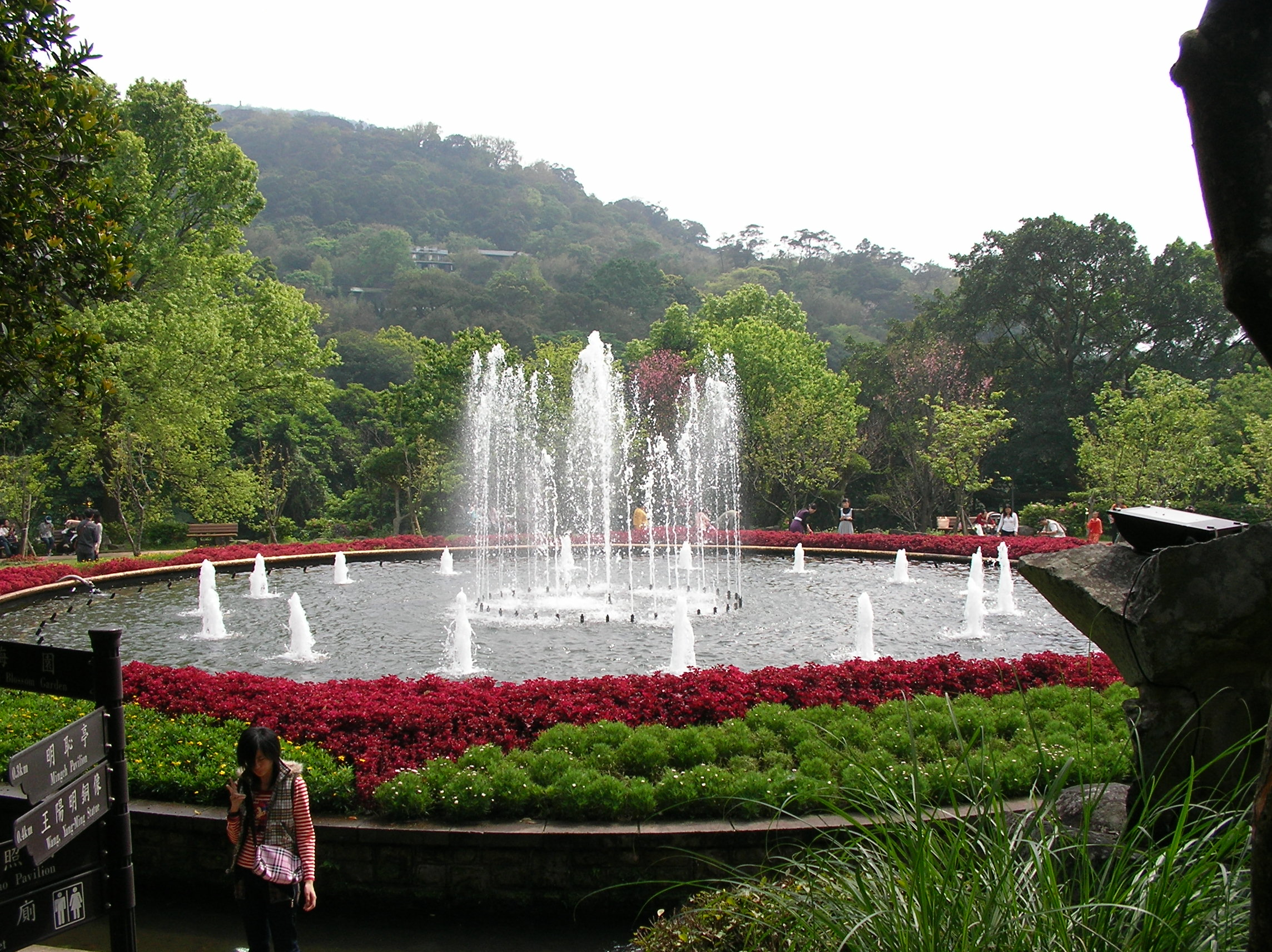
El fuente al lado del reloj de flores en el Parque de Yangming.

El reloj grande de flores que tiene 22 pies de diámetro al lado de la plaza del parque se cubre por las hierbas verdes y se complementa por los flores de colores vivos. El reloj de flores toca las músicas alegres cada hora en punto. Se hace uno de los famosos lugares señeros en Mt. Yangming.
Aquí en el parque se cultivan árboles del cerezo nativo o japonés, ciruelos, rododendros, camellias japonicas, melocotoneros y albaricoqueros, etc. La Festival de Flores de Mt. Yangming (chino tradicional: 陽明山花季) que tiene lugar aquí en primavera cada año se hace el más famoso para observar los flores en Taiwán.

### Las reservas ecológicas

#### La Reserva Ecológica de Lago de Sueño

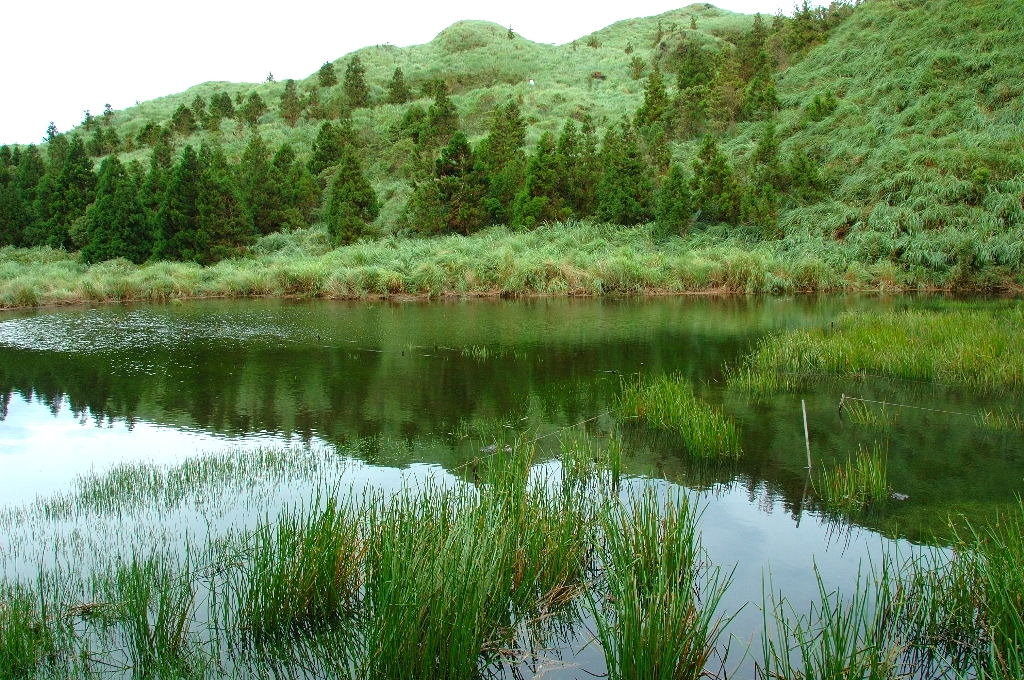
El Lago de Sueño

El Lago de Sueño o el Lago de Menghuan (chino tradicional: 夢幻湖) está situado en el monte posterior de Lengshuikeng. Está situado a 1560 m s. n. m. y tiene 0.3 hectáreas de superficie con la profundidad menos de 1 m. El fuente principal de agua es el agua lluvia.
El Isoetes taiwanensis cultivado en el Lago de Sueño se origina en Taiwán y se cultiva solamente en el lago. Es una especie muy amenazada en la protección ahora. Actualmente el lago se ha instaurado la Reserva Ecológica de Lago de Sueño y las visitas y el turismo están limitados. Desde entonces aquí está un observatorio donde las turistas se pueden observar el lago desde lejos.

### Los sitios culturales y históricos

#### La Villa de Mt. Hierba
La Villa de Mt. Hierba (chino tradicional: 草山行館) está situada al lado del primero estacionamiento de automóviles del Parque nacional Yangmingshan. La villa tiene el área total de 1815 m² aproximadamente y es un edificio japonés típico construido en la década de 1920.
La villa pertenecía a la Corporación de Azúgar de Taiwán (chino tradicional: 台灣製糖株式會社) y luego se hizo la residencia del presidente del gobierno de KMT, Sr. Chiang Kai-Shek diciembre de 1949 hasta 1969 cuando se completó la Casa de Huéspedes Zhongxing (que se hizo la Biblioteca Yangming) adonde entonces se mudó Chiang Kai-Shek.
Un incendio arrasó la Villa de Mt. Hierba el 7 de abril de 2007. Aunque ya se ha restaurado, no ha estado lista para abrirse al público todavía.

#### La Biblioteca Yangming
La Biblioteca Yangming (chino tradicional: 陽明書屋) estuvo construida en 1969 y tiene el área total de 15 hetáreas aproximadamente. Iba la residencia de Chiang Kai-Shek llamada la Casa de Huéspedes Zhongxing (chin tradicional: 中興賓館), y luego se donó al Parque nacional Yangmingshan en 1997 y se abrió al público en 1998 oficialmente.